# Psycho (soundtrack)
Psycho is de officiële soundtrack, gecomponeerd en gedirigeerd door Bernard Herrmann voor de film Psycho uit 1960 van Alfred Hitchcock. Het album werd uitgebracht in 1976 door Unicorn Records.

## Achtergrond
Hitchcock wilde dat Herrmann de muziek voor Psycho schreef, ondanks dat de componist een lagere vergoeding weigerde vanwege het beperkte budget. De soundtrack wordt door Christopher Palmer beschouwd als een van Herrmanns meest spectaculaire werken voor Hitchcock. Hitchcock was tevreden over de spanning en dramatiek die de muziek toevoegden en benadrukte dat ongeveer een derde van het effect van Psycho aan de muziek te danken was, die essentieel was voor de spanning en het gevoel van dreiging.
Herrmann maakte gebruik van een beperkt muziekbudget door voor een strijkorkest te schrijven in plaats van een volledig symfonisch ensemble, in tegenstelling tot Hitchcocks wens voor een jazzsoundtrack. Hij zag de uniforme, door strijkers uitgevoerde soundtrack als een reflectie van de zwart-wit cinematografie. De strijkers speelden altijd met sordini (gedempt), behalve in de douchescène, wat een donkerder en intenser geluid gaf. Filmcomponist Fred Steiner benadrukt dat dit instrumentarium Herrmann meer mogelijkheden bood qua toon, dynamiek en speciale effecten dan andere instrumentengroepen.
De titelmuziek is een spannend, krachtig stuk dat dreigend geweld uitstraalt en drie keer in de soundtrack terugkeert. Hoewel de eerste 15-20 minuten van de film rustig zijn, blijft de muziek in het geheugen hangen en verhoogt ze de spanning. Herrmann gebruikt ook ostinato om de spanning vast te houden tijdens de langzamere scènes.

### Opname en release
Herrmann nam voor de eerste soundtrack-release (Unicorn Records uit 1976) de partituur onder zijn leiding opnieuw op met het National Philharmonic Orchestra. De muziek wed opgenomen op 2 oktober 1975 in de Barking Assembly Hall in het Londense Barking.
In 1997 werd de soundtrack opnieuw uitgebracht door Varèse Sarabande. Het album bevat een heropname van de complete partituur, uitgevoerd door het Royal Scottish National Orchestra en gedirigeerd door Joel McNeely.
Van de soundtrack van Soundstage Records uit 1998 wordt beweert dat de nummers de originele mastertapes bevatten (The Original Film Score), hoewel er ook wordt beweerd dat het hierom een bootleg-opname gaat.

## Tracklijst
| 1.                 | Prelude         | 1:56 |
| 2.                 | The City        | 2:13 |
| 3.                 | Marion          | 1:36 |
| 4.                 | Marion and Sam  | 1:54 |
| 5.                 | Temptation      | 2:51 |
| 6.                 | Flight          | 1:08 |
| 7.                 | Patrol Car      | 1:06 |
| 8.                 | The Car Lot     | 1:45 |
| 9.                 | The Package     | 1:32 |
| 10.                | The Rainstorm   | 3:11 |
| 11.                | Hotel Room      | 2:04 |
| 12.                | The Window      | 1:12 |
| 13.                | The Parlor      | 1:39 |
| 14.                | The Madhouse    | 1:55 |
| 15.                | The Peephole    | 3:02 |
| 16.                | The Bathroom    | 1:03 |
| 17.                | The Murder      | 1:03 |
| 18.                | The Body        | 0:17 |
| 19.                | The Office      | 1:20 |
| 20.                | The Curtain     | 1:15 |
| 21.                | The Water       | 1:46 |
| 22.                | The Car         | 0:53 |
| 23.                | Cleanup         | 2:15 |
| 24.                | The Swamp       | 2:04 |
| 25.                | The Search      | 0:42 |
| 26.                | The Shadow      | 0:50 |
| 27.                | Phone Booth     | 0:54 |
| 28.                | The Porch       | 1:05 |
| 29.                | The Stairs      | 2:58 |
| 30.                | The Knife       | 0:31 |
| 31.                | The Search (B)  | 1:40 |
| 32.                | The First Floor | 2:45 |
| 33.                | Cabin 10        | 1:09 |
| 34.                | Cabin 1         | 1:06 |
| 35.                | The Hill        | 1:05 |
| 36.                | The Bedroom     | 1:00 |
| 37.                | The Toys        | 1:03 |
| 38.                | The Cellar      | 1:06 |
| 39.                | Discovery       | 0:42 |
| 40.                | Finale          | 1:31 |
| Totale duur: 61:07 |                 |      |

## Hitnoteringen

### NPO Klassiek Filmmuziek Top 200
| Positie | 169 | 162 |